# 山口県立日置農業高等学校
山口県立日置農業高等学校（やまぐちけんりつ へきのうぎょうこうとうがっこう）は、山口県長門市日置上にあった公立農業高等学校。
2012年度末をもって山口県立大津高等学校（普通校）・山口県立水産高等学校と統合し、山口県立大津緑洋高等学校に再編されて閉校となった（後述）。

## 沿革
- 1906年（明治39年） - 当時の大津郡日置村に日置村立日置農業補習学校が創立。
- 1913年（大正2年） - 郡に移管、大津郡立大津農林学校と改称。
- 1923年（大正12年） - 県に移管、山口県立日置農林学校と改称。
- 1948年（昭和23年） - 学制改革により、山口県立日置農業高等学校に改称。大津郡俵山村（現・長門市俵山）に俵山分校を、大津郡向津具村（現・長門市油谷向津具）に向津具分校を設置。
- 1971年（昭和46年） - 向津具分校を閉鎖。
- 1975年（昭和50年） - 俵山分校を閉鎖。
- 2001年（平成13年） - 学科再編、生物生産科と生活科学科の2学科となる。
- 2011年（平成23年） - 山口県立大津緑洋高等学校への統合に伴い、新規生徒募集を停止。
- 2013年3月1日 - 最後の卒業生が卒業。卒業式の後、大津緑洋高校への継承式を実施して閉校[1]。

## 統合計画
2011年（平成23年）4月、長門市内にある3つの県立高校（日置農業高校、大津高校、水産高校）を統合して、山口県立大津緑洋高等学校が設置され、日置農業高校は同校の日置校舎となった。

## 学科
全日制
- 生物生産科
  - 生物資源コース（圃場整備・畜産系）
  - 園芸活用コース（園芸農業系）
- 生活科学科
  - 生活福祉コース（家庭科系）
  - 食品文化コース（食品加工系）

## 関連事項
- 山口県高等学校一覧
- 日本の農業に関する学科設置高等学校一覧
- 実業学校